# Region Mittlerer Oberrhein
Region Mittlerer Oberrhein – region w Niemczech, w kraju związkowym Badenia-Wirtembergia, w rejencji Karlsruhe. Siedzibą regionu jest miasto Karlsruhe.

## Podział administracyjny
W skład regionu Mittlerer Oberrhein wchodzą:
- dwa miasta na prawach powiatu (Stadtkreis)
- dwa powiaty ziemskie(Landkreis)

Miasta na prawach powiatu:
| Lp. | Nazwa miasta | Ludność (31 grudnia 2022) | Powierzchnia km² |
| --- | ------------ | ------------------------- | ---------------- |
| 1   | Baden-Baden  | 57.025                    | 140,19           |
| 2   | Karlsruhe    | 308.707                   | 173,42           |

Powiaty ziemskie:
| Lp. | Nazwa powiatu | Ludność (31 grudnia 2022) | Powierzchnia km² | Liczba gmin |
| --- | ------------- | ------------------------- | ---------------- | ----------- |
| 1   | Karlsruhe     | 454.613                   | 1.084,97         | 32          |
| 2   | Rastatt       | 234.981                   | 738,44           | 23          |